# Shiki (roman)
Pour les articles homonymes, voir Shiki.
Shiki (屍鬼, litt. Corpse Demon) est un roman d'horreur de l'écrivaine japonaise Fuyumi Ono. Il était originellement publié en deux parties par Shinchosha en 1998, puis en cinq parties en 2002.
Une adaptation en manga illustrée par Ryu Fujisaki a été prépubliée dans le mensuel Jump Square de décembre 2007 à juin 2011 et a été compilé en un total de onze volumes. La version française est éditée en intégralité par Kazé. Une adaptation en série télévisée d'animation produite par le studio Daume a été diffusée entre juillet et décembre 2010 sur Fuji Television, et est disponible en version sous-titrée en français par Kazé.

## Synopsis
L'histoire commence par un été particulièrement chaud dans les années 1990, dans un petit village tranquille nommé Sotoba. Une série de morts mystérieuses commence à se répandre dans le village, en même temps que l'arrivée d'une étrange famille dans un château de style européen, Kanemasa. Toshio Ozaki, doyen de l'unique hôpital de Sotoba, suppose d'abord que les morts sont victimes d'une épidémie. Mais comme les enquêtes continuent et que les morts commencent à s'entasser, il devient convaincu que c'est l'œuvre de "shikis", sorte de vampires qui séviraient dans le château. Un jeune homme du nom de Natsuno Yukki, qui vient de la ville, découvre bien avant Toshio l'existence des shikis et lui a fait comprendre leur existence, car il se fait poursuivre par une shiki amoureuse et jalouse qui détestait le village. Ainsi commence le meurtre de centaines de personnes et le châtiment divin pour une shiki centenaire, mais fragile.

## Personnages

### Personnages principaux
Natsuno Yuuki/Koide (結城/小出 夏野, Yuuki/Koide Natsuno)Il est l'un des deux protagonistes principaux de la série. Âgé de 15 ans, il vit et va à l'école de Sotoba. Il déteste le village et préférerait être en ville, où il vivait avant que ses parents ne veuillent un changement d'environnement. Il se montre particulièrement froid, surtout avec Shimizu Megumi, qui est amoureuse de lui. Il est gentil et amical envers ceux qu'il considère comme ses amis (Toru, sa famille et les enfants Tanaka).
Toshio Ozaki (尾崎 敏夫, Ozaki Toshio)Le deuxième personnage le plus important. Le doyen de l'hôpital à Sotoba, Toshio a démissionné d'un hôpital universitaire pour prendre la place de son père à sa mort. Il est surnommé affectueuse "Waka-sensei" (jeune docteur) aussi bien par ses collègues que par les villageois. Toshio hait sa mère et son défunt père, car ils ont souvent fait passer la réputation de la famille Ozaki avant toute autre chose. C'est un ami d'enfance de Seishin Muroi et Mikiyasu Yasumori. Il a 32 ans et est marié à Kyoko, qu'il ne voit que rarement. C'est aussi un fumeur invétéré. Il est déconcerté par ces morts mystérieuses et jure de résoudre cette affaire et de protéger son village.
Sunako Kirishiki (桐敷 沙子, Kirishiki Sunako)Une jeune fille de 13 ans qui a emménagé dans le château Kanemasa au sommet de la colline avec sa famille. Elle prétend avoir une maladie génétique rare appelée LED, qui la force à rester chez elle durant le jour et à sortir seulement la nuit. Elle et sa famille sont fans des essais et romans de Seishin Muroi et c'est la raison pour laquelle ils sont venus à Sotoba. Elle n'aime pas quand les gens l'appellent avec le suffixe honorifique "chan".
Seishin Muroi (室井 静信, Muroi Seishin)Seishin est le prêtre local de Sotoba, mais aussi un auteur de plusieurs romans. Il écrit actuellement Shiki (Poupée Ressuscitée en français), une histoire sur Abel et Cain, et pourquoi ce dernier tue son jeune frère adoré. Il a le sens du surnaturel et détecte la présence des vrais "Shiki". Il est un ami d'enfance de Toshio Ozaki et Mikiyasu Yasumori. Il a 32 ans, est célibataire et a essayé, une fois, de se suicider en état d'ivresse durant ses études universitaires.

### Personnages secondaires
Megumi Shimizu (清水 恵, Shimizu Megumi)Une fille de 15 ans qui va à la même école que Natsuno, Megumi hait aussi vivre à Sotoba et aspire à avoir une vie citadine. Elle a un faible pour Natsuno, à sens-unique, et rêve d'avoir une relation avec lui. Megumi rencontre la famille Kirishiki au début de la série et disparaît sans laisser de trace jusqu'à ce que les villageois la retrouve, gisant au milieu de la forêt. On la pense d'abord morte d'une complication d'anémie mais elle ressuscite ensuite en tant que Shiki. Après avoir ressuscité, elle devient plus malicieuse, utilisant ses nouveaux pouvoirs pour espionner Natsuno et traquer les amis de celui-ci, mais aussi les siens.
Toru Muto (武籐 徹, Muto Tōru)Il est le fils de 18 ans du directeur de la clinique Ozaki, Yuta Muto. Il est le grand frère de Aoi et Tomatsu et le meilleur ami de Natsuno. Il aime les jeux et a une sorte de personnalité insouciante. Il a le béguin pour l'une des infirmières, Kunihiro Ritsuki, qui lui apprend à conduire. Il est tué par Megumi, jalouse de sa proximité avec Natsuno, mais est ensuite ressuscité en Shiki. Il est un tueur réticent, consumé par la peine d'avoir tué son meilleur ami. Il est très modéré et semble plus "humain" que la plupart des Shiki.
Kaori Tanaka (田中　かおり, Tanaka Kaori)Kaori est l'amie d'enfance de Megumi. Elle a 15 ans et est une fille amicale et gentille, qui ignore que sa meilleure amie Megumi ne l'aime pas. Elle et son petit frère Akira commence à espionner les Kirishiki lorsque Akira aperçoit l'un des villageois, alors laissé pour mort, être en vie près du château Kanemasa.
Akira Tanaka (田中 昭, Tanaka Akira)Il est le petit frère de Kaori et est au collège. Il est enfantin mais très courageux. Lorsqu'il voit l'un des villageois supposé être mort près de la maison Kanemasa, lui et sa sœur commence à espionner les Kirishiki. C'est à ce moment qu'ils rencontrent Natsuno, qui croit aussi que ceux qui sont morts sont responsables des meurtres à Sotoba.
Tatsumi (辰巳, Tatsumi)L'un des principaux domestiques de la famille Kirishiki, Tatsumi est un type spécial de vampire/loup-garou nommé "Jinrou", qui peut supporter la lumière du jour contrairement aux Shiki et ne peut pas être tué facilement. Il est un individu sadique qui prend plaisir à tourmenter ses victimes. Mais il est aussi très calme, montrant à peine des signes de panique durant un combat ou devant la mort. Il agit également en tant que commandant des Shiki reconvertis du village. Il a un très grand respect pour Sunako.

## Manga
La série a débuté le 4 décembre 2007 dans le magazine Jump Square de l'éditeur Shueisha et le premier volume relié est sorti le 4 juillet 2008. Elle s'est achevée le 4 juin 2011, et le onzième et dernier tome est sorti le 4 juillet 2011. La version française est éditée en intégralité par Kazé,.

## Anime
La production d'une série télévisée d'animation a été annoncée en décembre 2008. Les vingt-deux épisodes ont été diffusés sur Fuji TV dans la case-horaire noitaminA entre le 8 juillet et le 30 décembre 2010,. Deux épisodes bonus, 20.5 et 21.5, sont sortis avec les 8e et 9e coffret DVD/Blu-ray.
La série a été diffusée en simulcast par Kazé avant d'être éditée en DVD en 2011,.

### Liste des épisodes
| No         | Titre français                           | Titre japonais     | Titre japonais             | Date de 1re diffusion |
| No         | Titre français                           | Kanji              | Rōmaji                     | Date de 1re diffusion |
| ---------- | ---------------------------------------- | ------------------ | -------------------------- | --------------------- |
| 1          | Premier Sang                             | 第遺血話           | Dai ichi wa                | 8 juillet 2010        |
| 2          | Second Fléau                             | 第腐堕話           | Dai futa (ni) wa           | 16 juillet 2010       |
| 3          | Troisième Tragédie                       | 第惨話             | Dai san wa                 | 22 juillet 2010       |
| 4          | Quatrième Mort                           | 第死話             | Dai shi (yon) wa           | 29 juillet 2010       |
| 5          | Cinquième Tromperie                      | 第偽話             | Dai itsu (go) wa           | 5 août 2010           |
| 6          | Sixième Crâne                            | 第髏苦話           | Dai roku wa                | 12 août 2010          |
| 7          | Septième Esprit Tueur                    | 第弑魑話           | Dai shichi wa              | 19 août 2010          |
| 8          | Huitième Nuit                            | 第夜話             | Dai ya (hachi) wa          | 26 août 2010          |
| 9          | Neuvième Cercueil                        | 第柩話             | Dai kyū wa                 | 2 septembre 2010      |
| 10         | Dixième Deuil                            | 第悼話             | Dai tō (ju) wa             | 9 septembre 2010      |
| 11         | Onzième Massacre                         | 第悼と悲屠話       | Dai tō to hito (jūichi) wa | 16 septembre 2010     |
| 12         | Douzième décomposition                   | 第悼と腐堕話       | Dai tō to futa (jūni) wa   | 14 octobre 2010       |
| 13         | Treizième Tragédie                       | 第悼と惨話         | Dai tō to san (jūsan) wa   | 27 octobre 2010       |
| 14         | Quatorzième Décès                        | 第悼と死話         | Dai tō to shi (jūyon) wa   | 4 novembre 2010       |
| 15         | Quinzième Tromperie                      | 第悼と偽話         | Dai tō to itsu wa          | 11 novembre 2010      |
| 16         | Seizième Crâne                           | 第悼と髏苦話       | Dai tō to roku wa          | 18 novembre 2010      |
| 17         | Dix-septième Esprit Tueur                | 第悼と弑魑話       | Dai tō to shichi wa        | 25 novembre 2010      |
| 18         | Dix-huitième Mort                        | 第悼と夜話         | Dai tō to ya wa            | 2 décembre 2010       |
| 19         | Dix-neuvième Cercueil                    | 第悼と柩話         | Dai tō to kyū wa           | 9 décembre 2010       |
| 20         | Vingtième Deuil                          | 第腐汰悼話         | Dai futatō wa              | 16 décembre 2010      |
| 20.5 (OAV) | Vingtième Deuil et Malveillance          | 第腐汰悼と犯話     | Dai futatō to han wa       | 25 mai 2011           |
| 21         | Vingt-et-unième Massacre                 | 第腐汰悼と悲屠話   | Dai futatō to hito wa      | 23 décembre 2010      |
| 21.5 (OAV) | Vingt-et-unième Massacre et Malveillance | 第腐汰悼遺血と犯話 | Dai futatō-ichi to han wa  | 22 juin 2011          |
| 22         | La chasse finale                         | 蔡蒐話             | Saishū wa                  | 30 décembre 2010      |

### Musique
| Générique | Début             | Début         | Fin              | Fin       |
| Générique | Titre             | Artiste       | Titre            | Artiste   |
| --------- | ----------------- | ------------- | ---------------- | --------- |
| 1         | Kuchizuke         | Buck-Tick     | Walk no Yakusoku | nangi     |
| 2         | Calendula Requiem | kanon X kanon | Gekka Reijin     | Buck-Tick |

### Doublage
| Personnages      | Personnages      | Voix japonaises |
| ---------------- | ---------------- | --------------- |
| Natsuno Yuuki    | Natsuno Yuuki    | Koki Uchiyama   |
| Toshio Ozaki     | Toshio Ozaki     | Tōru Ōkawa      |
| Sunako Kirishiki | Sunako Kirishiki | Aoi Yūki        |
| Seishin Muroi    | Seishin Muroi    | Kazuyuki Okitsu |